# Juri Knorr
Juri Knorr (født 9. maj 2000 i Flensborg) er en tysk håndboldspiller, som spiller for Aalborg Håndbold og det tyske landshold.
Han repræsenterede Tyskland ved sommer-OL 2020 i Tokyo, hvor de endte på en 6. plads efter at have tabt i kvartfinalen mod Egypten.